# 倉光泰子
倉光 泰子（くらみつ やすこ、1983年8月22日 - ）は、日本の脚本家。埼玉県熊谷市出身。日本大学芸術学部映画学科監督コース卒業、東京芸術大学大学院映像研究科脚本領域修了。

## 略歴
幼いころより映画が好きで、高校生の時に見た中島丈博脚本の半自伝的映画『祭りの準備』などに影響を受けて脚本家を志すようになる。日本大学芸術学部映画学科監督コースを経て東京芸術大学大学院映像研究科脚本領域にて脚本を学び、修了後は映画製作会社に経理のパートとして勤務しつつ携帯ゲームのシナリオを執筆。
結婚、第1子出産を経て、子供が保育園に通うようになったことで思い立ち、2014年、31歳の時に初めてシナリオコンクールに応募した第26回フジテレビヤングシナリオ大賞において応募1,807作品の中から『隣のレジの梅木さん』にて大賞を受賞。同作はテレビドラマ初主演となる馬場園梓の主演により映像化され同年12月に放送、自身もちょうど第2子を妊娠中だったことから妊婦役としてエキストラ出演している。
2016年4月にはフジテレビの月9ドラマ『ラヴソング』の脚本を担当。「ラブストーリーは女性の目線が非常に大事」「月曜9時の視聴者層に近い感覚を持った人の感性が必要」としてプロデューサーの鈴木吉弘に抜擢され、「人の心の中身を書くのがうまく、キャラクターのとらえ方が皮肉っぽい。意地悪な面とか、ちょっとした悪意とか、そういうのを凄くうまく拾う作家さんです。」と評されている。
2021年3月、2020年1月期放送のフジテレビ「木曜劇場」で自身が担当した『アライブ がん専門医のカルテ』が評価され、新進脚本家に与えられる「市川森一脚本賞」（主催：市川森一脚本賞財団）の第9回（2020年度）受賞者に選出された。

## 人物
- 好きな作家は谷崎潤一郎[1]。
- 趣味はボウリング[1]。

## 作品

### テレビドラマ
- 隣のレジの梅木さん（2014年12月22日、フジテレビ）
- ラヴソング（2016年4月期、フジテレビ）- 脚本(第5話、第9話除く)
- 突然ですが、明日結婚します（2017年1月期、フジテレビ）- 全話・共同脚本
- 刑事ゆがみ（2017年10月期、フジテレビ）- 第１話脚本、第2・4・7・8・10話共同脚本、第5話脚本協力
- アイ～私と彼女と人工知能～（2017年10月2日、9日、フジテレビ）- 脚本
- 恋する香港（2017年10月、毎日放送）- 脚本
- グッド・ドクター（2018年7月期、フジテレビ） 第1・2話脚本協力
- tourist ツーリスト
  - 第1話 バンコク篇（2018年9月29日、TBS）
  - 第2話 台北篇（2018年10月2日、テレビ東京）
  - 第3話 ホーチミン篇（2018年10月8日、WOWOW）
- スキャンダル専門弁護士 QUEEN（2019年1月期、フジテレビ）-第1話〜第4話脚本、第5・8話共同脚本
- アライブ がん専門医のカルテ（2020年1月期、フジテレビ）-脚本（第4・7・10話除く）
- うきわ -友達以上、不倫未満-（2021年8月9日 - 9月27日、テレビ東京）-脚本（第3・5話除く）
- 凛子さんはシてみたい（2021年10月期、TBS・MBS）-全話脚本
- 純愛ディソナンス（2022年7月期、フジテレビ） -第5・6話脚本
- PICU 小児集中治療室（2022年10月期、フジテレビ） -全話脚本
  - PICU 小児集中治療室 スペシャル 2024（2024年4月13日、フジテレビ） -脚本
- 王様に捧ぐ薬指（2023年4月期、TBS）-脚本（第3・4・6・7話除く）
- NHKスペシャル「アナウンサーたちの戦争」（2023年8月14日、NHK総合）-脚本[10]
- 泥濘の食卓（2023年10月期、テレビ朝日）-第1・2・5・7話脚本
- ノンレムの窓 2024・春 第2話「PTA」（2024年3月31日、日本テレビ）-脚本
- バニラな毎日（2025年1月期、NHK総合）-脚本

### ネット配信ドラマ
- アイ～私と彼女と人工知能～ パラレルドラマ編  (2017年10月 - 、フジテレビオンデマンド)
- 今際の国のアリス（2020年12月10日配信開始、Netflix）

## 受賞
2014年度
- 第26回 フジテレビヤングシナリオ大賞（『隣のレジの梅木さん』）[7]

2020年度
- 第9回 市川森一脚本賞（『アライブ がん専門医のカルテ』）[9]